# Balanced Rock
Balanced Rock (en français : Rocher en équilibre) est l'une des attractions les plus populaires du Parc national des Arches, situé en Utah, aux États-Unis. Balanced Rock est situé à côté de la route principale du parc, à environ 14,8 km à partir de l'entrée du parc. Il est l'une des rares formations clairement visibles de la route.

## Description
La hauteur totale de Balanced Rock est de 39 m, le rocher proprement dit mesurant 16,75 m au-dessus de sa base. Ce rocher est le plus grand de son genre dans le parc, pesant aussi lourd qu'un brise-glace ou 27 baleines bleues. Balanced Rock avait un petit frère nommé Chip-Off-the-Old-Block, mais celui-ci s'est effondré au cours de l'hiver 1975-1976.
Il y a également une courte randonnée faisant la boucle autour de la base du rocher.